# Koncerty pod Gwiazdami
Koncerty pod Gwiazdami – plenerowy cykl imprez odbywający się od 1995 roku w Toruniu, organizowany przez Centrum Kultury Dwór Artusa. Podczas festiwalu odbywają się koncerty muzyczne, występy kabaretowe, teatralno-muzyczne oraz wystawy plastyczne. Festiwal odbywa się latem. Na przestrzeni lat koncerty odbywały się m.in. na dziedzińcu Ratusza Staromiejskiego oraz w ruinach zamku krzyżackiego.